# 星花灯心草
星花灯心草（学名：Juncus diastrophanthus）是灯心草科灯心草属的植物。分布在日本、朝鲜、印度以及中国大陆的四川、湖北、浙江、江苏、陕西、甘肃、安徽、山东、贵州、河南、湖南等地，生长于海拔650米至900米的地区，常生于田边、溪边或疏林下水湿处，目前尚未由人工引种栽培。